# 토가이누의 피
《토가이누의 피》(일본어: 咎狗の血)는 2005년 2월 25일에 Nitro+CHiRAL에서 발매된 보이즈 러브 성인 게임이자, 어드벤처 게임이다. 최초 버전에는 슬리브 케이스, 토가이누의 피 WORKS COLLECTION (책자), 램블링 엔젤 프로모션 카드가 동봉되었다.
2005년 3월 25일은 특전을 제외한 일반 버전을 발매하여, 2007년 4월 24일에 생산을 마쳤다.
2007년 4월 5일에 윈도우 비스타 호환 버전을 판매하였다.
2008년 5월 29일에 카도카와 쇼텐에서 신규 이벤트를 추가하여 플레이 스테이션 2 《토가이누의 피 TrueBlood》를 발매하였다. (CERO 등급 C)
2010년 12월 23일 카도카와 쇼텐에서 PSP용 《토가이누의 피 True Blood Portable》을 발매하였다.
2010년 10월 7일 TV 애니메이션을 방영하였다.

## 스토리
서력 20xx년, 인류 역사상 3번째가 되는 세계 대전 〈The 3rd Division〉이 발발, 경제대국이었던 일본은 전쟁에 휘말려 괴멸적인 타격을 받는다. 전쟁이 끝나고 부흥 계획을 실시하여도 일본은 동쪽의 〈CFC(컨피덴셜 컴퍼니)〉와 서쪽의 〈일흥련(일본부흥연합)〉으로 분단되었다. 가장 큰 피해를 입은 옛 수도인 도쿄는 그대로 방치되어 혼돈 상태가 계속되고 있다. 〈The 3rd Division〉으로 가장 심각한 피해를 입은 옛 수도, 도쿄에 존재하는 도시 〈토시마〉는 범죄 조직 〈비스키오〉가 지배하고 있었다. 주인공 아키라는 누군가의 모함으로 기억에도 없는 죄를 뒤집어쓰게 되고... 의문의 군 관계자로부터 무죄 석방을 조건으로 토시마의 목숨을 건 배틀게임 〈이그라〉에 참가하여 비스키오의 우두머리인 '이루레'를 처치해 달라는 제안을 받는다.
퇴폐한 무법지대 토시마를 무대로 펼쳐지는 사랑과 광기로 가득찬 만남과 운명의 선택이 아키라의 미래를 바꾸어간다.

## 등장인물
- 아키라

성우: 포크스푼(PC,Drama CD) / 토리우미 코스케(PS2)
미사카의 거리에서 혼자 살고 있는 본작의 주인공. CFC측의 고아원 출신. 과묵하고 쿨한 성격. 초록이 섞인 회색 머리, 푸른 눈을 가지고 있다. 신장 172cm.
〈Bl@star〉라는 스트리트 파이트의 개인전 우승자로, 패전 기록은 제로. Bl@ster에는 〈LOST〉라는 가명으로 참가하고 있었다. 사람의 목숨에 대해 무관심하고, 혼자 살고 있는 방에도 필요한 최소한의 것 밖에 두지 않았다. 단조로운 일상에 허무함을 느끼고 있던 어느날, 살인혐의로 구속되어 종신형에 처할 위기에 놓인다. (살인은 이유를 막론하고 모두 무기징역에 처한다. 죽지않을 만큼 고문이 매일 반복되고 자살 또한 허락되지 않는다.) 형무소를 나가게 해주는 조건으로 이그라에 참가하게 된다. 오므라이스 맛의 솔리드를 좋아한다. 양날칼의 시스 나이프(칼집 부착 나이프)를 무기로 쓰고 있다.
- 시키

성우: 미도리카와 히카루 (PC,Drama CD,PS2)
이그라 최강이라 칭송받는, 이그라 참가자에게 있어 카리스마적인 존재. 동시에, 자주 이그라 참가자의 앞에 나타나 문답무용으로 죽이고 가기 때문에 참가자들이 두려워 하고 있다. 그러나 태그를 가지고 있지 않고, 또한 태그를 빼앗지 않기 때문에 이그라의 참가자는 아닌 것 같다.
이그라의 참가자가 아닌데 이그라 참가자를 죽이는 것, 동시에 이그라 참가자는 아닌데 이그라 최강자라 불리는 이유 등 수수께끼에 쌓인 부분이 많은 인물. 전신에 검은 가죽으로 된 옷을 입고 있다.
검은 머리에 새빨간 눈을 하고 있다. 완벽 주의자. 신장 188cm.
- 케이스케

성우: 나니무샤(PC,Drama CD) / 스기타 토모카즈(PS2)
아키라와 같은 고아원 출신으로 소꿉친구. CFC의 공장에서 성실하게 일하는 청년.
갈색눈과 갈색 머리카락을 하고 있고, 복장은 파란 멜빵바지. 신장 178cm.
노력은 하지만 요령이 나쁘고, 뭐든지 실수없이 처리해내는 아키라를 동경한다. 평상시에는 얌전하고 약간 우유부단한 면도 있지만, 아키라에 관한 일에는 갑자기 대담하게 된다. 아키라가 토시마에 가 이그라에 참가한 것을 알고, 무방비 상태로 혼자 토시마를 향해 떠난다. 예전에 연인이 한 명 있었다. 그린 카레 맛의 솔리드와 아키라를 좋아한다.
아키라에게 도움이 되지 못하는 초조함과 아키라가 한 순간의 감정에 말해버린 한마디에, 토시마에 유행하고 있는 약물 〈라인〉에 손을 대고 만다. 라인과의 궁합이 좋아 다른 라인 중독자 이상으로 힘을 얻게 되지만, 약물 중독의 영향으로 성격이 변해 흉악하고 난폭한 인간이 되어버리고 만다.
무기는 린에게 받은 레버 락 나이프(레버 조작 하나로 칼날이 나오는 나이프).
- 린

성우: 키류인 하야토(PC,Drama CD) / 후쿠야마 쥰(PS2)
토시마에서 이그라에 참가하고 있는 소년. 금발의 푸른 눈. 큰 웨스트 파우치를 착용하고 있다. 신장 154cm.
얼핏보면 소녀처럼 보이는 용모와 복장, 몸집이 작고 가녀린 몸매이지만, 이그라에 살아 남아 있는 점, 또한 버림패를 다수 소지하고 것에서 알 수 있듯이 상당한 실력자이다. 디지털 카메라를 가지고 있고 사진을 찍는 것이 취미이다. 또한 모토미 만큼은 아니지만 토시마의 정보나 지리에 관해서 자세히 알고 있고, 외형과는 반대로 의지할 수 있는 일면을 가지고 있다. 불고기 맛의 솔리드를 좋아한다.
평상시에는 밝고 사교적이지만, 이그라의 태그(버림패는 제외)와 관계된 일이 되면 눈빛이 바뀐다.
예전에 신뢰하던 사람에게 배신당하고 마음을 품고 있던 인물·카즈이와 여러 동료가 살해당한 과거가 있다. 카즈이와 아키라의 분위기가 비슷해 여러모로 아키라에게 신경을 써 준다.
- 모토미

성우: 이치죠 카즈야 (PC,Drama CD,PS2)
토시마의 정보원. 거뭇거뭇한 수염의 중년남성. 갈색 머리와 갈색 눈. 약간 야무지지 못한 것인지 주름진 슈트를 입고 있다. 신장 183cm.
한가롭고 여유있는 성격. 분위기를 누그러뜨리기 위해 농담을 칠 때가 있고, 그때는 1인칭이 〈아저씨〉가 된다. 또한, 린 이상으로 남을 잘 돌봐주는 구석이 있다.
린과는 교제가 길고, 아키라, 케이스케와 모토미가 만나게 되는 것도 린의 소개. 정보원이지만 적절한 응급 처치를 할 수 있는 뜻밖의 면도 가지고 있다.
아르비토로와는 이전부터 알던 사이이며 서로 싫어하고 있다.
아키라를 어떤 사건으로 살해당한 아들과 겹쳐보고 있기 때문에 무척이나 걱정한다.
호신용으로 콜트 가버먼트를 휴대하고 있다. 총기류를 소지하고 있으나 이그라 참가자가 아니기 때문에 위반은 아니다.
- 알비토르

성우: 菱勝(PC,Drama CD) / 오카노 코스케[PS2]
비스키오의 실질적인 운영자. 항상 얼굴의 상처를 가리는 가면을 쓰고 있다. 매우 신경질적.
금발에 흰색 슈트와 장갑을 끼고 있고, 목에는 화려한 색의 모피를 감고 있다. 취미는 인체개조이며 미소년을 좋아한다. 그의 저택에는 무수한 미소년 석고상이 놓여 있다. 신장 181cm. 모토미와는 이전부터 알던 사이이며 서로 혐오하고 있다.
- 카우

아르비토로가 귀여워하는 노예 소년. 머리가 새하얗고, 전신에 검은 가죽의 사슬이 채워져 있어 네 발로 걷는다. 또한 복부에 큰 상처 자국이 있다.
아르비토로가 두 눈을 후벼내어 시력은 전무, 성대가 망가져 소리도 낼 수 없다. 완전히 약물에 취해 있으며, 주인인 아르비토로를 따르고있지만, 그것이 본심인지 약물에 의한 것인지는 불분명하다. 이그라의 부정을 찾아내기 위해, 태그에 붙은 냄새를 분별할 수 있도록 조교받고 있다. 아키라를 마음에 들어한다.
- 키리오

성우: 후지폭발(PC,Drama CD) / 코니시 카츠유키
〈처형인〉이라 불리는, 아르비토로의 부하. 그러나 아르비토로에게 충성을 바치고 있는 것은 아니고, 그의 명령에 반발하여 독자적인 행동을 취하는 일도 많다.
우락부락하며 덩치가 큰 남자. 항상 나른한 분위기에, 군지를 〈히요〉라고 부른다. 검은 단말머리에 얼굴에 상처가 있다. 코트와 고글을 착용하고 있고, 군지와는 대조적으로 숨막힐 듯이 더운 모습을 하고 있다. 신장 200cm.
사용하는 무기는 쇠파이프로, 그 쇠파이프에 〈미츠코〉라는 이름을 붙여 애용하고 있다.
- 군지

성우: 스기사키 카즈야(PC,Drama CD) / 타니야마 키쇼
〈처형인〉이라 불리는, 아르비토로의 부하. 그러나 아르비토로에게 충성을 바치고 있는 것은 아니고, 그의 명령에 반발하여 독자적인 행동을 취하는 일도 많다.
키가 크고 근육질이지만 가는 몸의 체형. 어미를 길게 늘려 말하는 말투를 사용한다. 목에서부터 상반신, 등과 팔에 문신이 있다. 키리를 〈영감〉이라고 부르지만 사이는 좋다. 금발로 염색하였고 앞머리가 길어 눈이 보이지 않는다. 상반신에 핑크색 점퍼만 걸쳐 입고 있다. 키리와는 대조적으로 상당히 가벼운 복장. 신장 195cm.
양손에 갈고리 모양 너클을 착용하여 무기로 쓰고 있다.
- 엠마

성우: 오쿠다 카오리(PC) / 도도 아사코
아키라를 이그라에 참가시킨 외팔이 미녀.
가슴 팍이 크게 벌어진 옷을 입고 있다. 신장 167cm
- 그웬

성우: 스베리카와 키쿠타로(PC) / 카와무라 타쿠오
엠마와 함께 아키라를 이그라에 참가시킨 남자.
슈트 위에 코트, 모자를 착용한 보기에도 고지식할 것 같은 청년. 신장 178cm.
- 타케루

성우: 코이케 타케조(PC) / 오기하라 히데키
이그라 참가자. 애꾸눈 소년. 라인에 의지하지 않고 싸우고 있다.
라이더 슈트를 입고 있고, 목에는 스카프를 하고 있다. 옛날에 애꾸눈은 아니었다.
- 토모유키

성우: 나카무라 유이치(PC, PS2)
이그라 참가자. 린과는 아는 사이이지만, 지금은 사이가 별로 좋지 않다.
오렌지색 긴 머리카락을 뒤로 하나로 묶었다. 검은 옷 착용.
- 카즈이

성우: 히라카와 다이스케(Drama CD, PS2)
린과 토모유키가 공통적으로 알고 있는 인물. 아키라와 비슷한 외모를 지녔다.
- 나노

성우: Prof.무라사키 류 / 야마자키 타쿠미(PC, Drama CD)
수수께끼의 남자. 태그를 소지하고 있지 않기 때문에 이그라 참가자는 아니다. 또한 공격하지도 않으며, 때때로 아키라 앞에 나타나 의문의 말을 남겨놓고 떠나 간다. 멍한 듯한 몽롱한 표정과 행동을 하며, 치안이 나쁜 토시마와는 어울리지 않는 분위기를 자아내고 있다.
토시마에 있음에도 불구하고 이렇다 할 만한 무기를 소지하고 있지 않다. 또한 복장도 와이셔츠에 가디건의 가벼운 옷차림.신장 182cm.
- 유키히토

성우: 카미야 히로시(PS2)
PS2판 〈Ture Blood〉에 등장하는 인물.
태그를 소지하고 있으므로 이그라 참가자라고 생각된다. 붉은 머리카락의 청년. 아키라나 케이스케의 나이와 비슷해 보이는 외모.
- 토우야

성우: 이토 켄타로(PS2)

## 용어
The 3rd Division
서기 20XX년. 인류 역사상 3번째인 세계대전이 벌어진다. 이데올로기의 성립·발전과 함께 고도성장의 파도를 타던 섬나라 일본은 완전한 군사 국가로서의 길을 걷기 시작하고 있었다. 전체주의적인 국가이념, 집요한 국민관리. 군인육성을 위한 철저한 교육. 완벽한 체제 위에 맞이한 전쟁이었다. 그러나 전쟁은 사람들의 예상을 훨씬 뛰어넘어 모든 나라들이 복구조차 어려울 정도로 파괴적인 상흔을 떠안은 채 막을 내렸다. 종전 후 임시방편으로 설립된 회복정책에 따라 일본은 일흥련과 CFC로 양분된다.
CFC
종합 건설 기업 〈컨피덴셜 컴퍼니〉의 약칭. 동일본 세력, 제3차 세계대전 후 동일본 부흥 지휘를 실시, 지배력을 늘리고 있다. 좌익적인 혁신 사상이 강하고, 일흥련과 골육상잔의 싸움을 펼치고 있다.
일흥련
〈일본부흥연합회〉정당의 약칭. 서일본 세력, 세계대전 후 동일본 부흥 지휘를 실시, 지배력을 늘리고 있다. 우익적인 혁신 사상이 강하고, CFC와 골육상잔의 싸움을 펼치고 있다.
토시마
대전이후 동·서 양쪽에서 부흥활동이 펼쳐지고 있는 사이 범죄자들이 모여 타락한 일본의 전 수도 도쿄안에 있는 한 지역. 지금은 볼품없이 황폐한 범죄도시가 되어 버렸다. 그 마수가 CFC와 일흥련에까지 뻗쳐 문제가 되고 있지만, 국토문제가 해결되지 않는 한 근본적인 해결은 어려웠다.
이그라
토시마를 지배하는 마약조직, 비스키오. 비스키오가 개최하는 살인허가 배틀게임 〈이그라〉. (본래 이시대에 살인은 중죄이다.)
참가하고 싶은 자는 비스키오의 아르비토로를 만나 의사 표명을 한다. 직후 5장의 Dog Tag를 배부받는다. 참가자의 증표이며, 그 중 목에 태그를 1장 걸어야 한다. 태그에는 트럼프의 모양이 새겨져있다. 참가자는 이 태그를 서로 빼앗으며 목숨을 건 포커를 치르게 된다.
총기사용은 금지이며, 참관인(구경자)가 없는 배틀은 무효. 상대방이 죽던가, 등이 완전히 지면에 닿으면 시합 종료. 배틀의 승자는 패자의 태그를 얻을 수 있고 패자를 마음대로 다룰 수 있다. 그리고 패자에게는 죽음이 기다리고 있다.
로열 스트레이트(모양 관계없이 10,J,Q,K,A의 스트레이트)이거나 10이상의 풀 하우스를 만들면 이루레에게 도전 할 수 있다.
일 레
토시마에 군림하는 마약왕의 통칭. 그 모습을 본 자는 아무도 없다. 태그를 갖춘 도전자는 비스키오의 성에서 이루레와 1대1로 싸울 권리를 얻는다.
비스키오
토시마를 지배하는 마약 조직. 토시마에 성을 갖추고 이그라를 주최하고 있다. 이루레가 보스이지만 그 모습을 아는 이는 없고, 공식적인 일은 아르비토로고 지휘하고 있다.
처형인
비스키오의 일원. 이그라의 감시 및 시체처리를 하고 있다. 이그라의 룰을 어긴 위반자나 패자를 문자 그대로 정리한다. 키리와 군지가 그 일을 처리하고 있지만, 흉악하고 적당한 성격으로 위반자가 아님에도 살해하고 있다. 대부분의 참가자는 그들을 두려워한다.
중립지대
참가자가 쉴 수 있는 장소. 중립 지대에서 배틀은 금지이다. 바 〈MEAL of DUTY〉, 호텔, 영화관이 있어 참가자는 그곳에서 태그를 교환하여 식료품이나 라인, 의약품 등을 얻을 수 있다.
솔리드
토시마에 유통되고 있는 휴대용 고형 식품. 케미컬화 된 맛이 젊은이에게 인기가 많다. 오므라이스 맛, 그린 카레 맛 등이 있다.
라인
토시마에 유통되고 있는 마약. 보통 마약과는 달리, 실제로 정신적, 육체적으로 파워가 늘어나기 때문에 라인에 손대는 참가자가 적지 않다. 비스키오가 관리하고 있지만 출처는 불명.
Bl@star
스포츠 유형의 스트리트 파이트. 살인은 금지. 젊은이에게 인기가 많고, 우승하면 상금도 나온다. 당초에는 단순한 난투였지만, 점차 룰도 생겨났다. 개인전 외, 단체전도 있다. CFC 지배 지구에서 발생했지만 일흥련 지배 지구에도 번져, 현재 일본 도처에서 행해지고 있다.
페스카·코시카
〈코트〉라는 이름의 리더가 이끄는, Bl@star 최강이라 불린 팀.

## 인터넷 라디오

### 《토가이누의 피 이누라지 TB-SHOW》
2008년 8월 21일부터 애니메이트 TV, 마린 엔터테인먼트에서 목요일 격주로 방송.
6회 방송 후 종료. 방송분 총 6회와 스페셜 게스트로 스기타 토모카즈를 초대, 수록하여 DJ CD가 발매되었다.
진행
- 토리우미 코스케 (아키라 역)

게스트
- 제 1 회 : 미도리카와 히카루 (시키 역)
- 제 2 회 : 후쿠야마 쥰 (린 역)
- 제 3 회 : 후쿠야마 쥰 (린 역)
- 제 4 회 : 코니시 카츠유키 (키리오 역) / 타니야마 키쇼 (군지 역)
- 제 5 회 : 코니시 카츠유키 (키리오 역) / 타니야마 키쇼 (군지 역)
- 제 6 회 : 카미야 히로시 (유키히토 역)
- DJ CD 특별 게스트: 스기타 토모카즈 (케이스케)

### WEB 라디오《토가이누의 피》Toshima Station
2010년 8월 26일부터 TV 애니메이션 공식 사이트에서 방송. 애니메이션 방영 개시일 (10월 7일)에 맞춰 매주 목요일 갱신되었으며 본방 종료 후 2011년 1월 20일부터 리뉴얼하여 격주로 방송되었다.
진행
- 토리우미 코스케 (아키라 역)

게스트
- 제1・2회: 스기타 토모카즈 (케이스케 역)
- 제3・4회: 이치죠 카즈야 (모토미 역)
- 제5・6회: 후쿠야마 쥰 (린 역)
- 제7・8회: 코니시 카즈유키 (키리오 역), 타니야마 키쇼(군지 역)
- 제9・10회: 오카노 쿄스케 (알비토 역)
- 제11・12・13회: 미도리카와 히카루 (시키 역)
- 제14회: 죠이 (니트로 플러스 광고 담장자)

기타
- 8월 26일 0화, 9월 30일 0.5화가 애니메이션이 방영 전에 선행방송되었다.

## TV 애니메이션
2010년 10월 7일부터 MBS·TBS 등에서 방영. 대한민국에서는 2010년 1월 25일부터 애니플러스를 통해 방영하였다.

### 스탭
- 원작 : Nitro+CHiRAL
- 감독·캐릭터 디자인 : 콘노 나오유키
- 시리즈 구성 : 타카하시 나츠코
- 애니메이션 제작 : A-1 Pictures
- 프로덕션 협력 : Picture Magic
- 제작 : 애니플렉스, 란티스, 무빅, 니트로플러스

### 캐스팅
- 아키라: 토리우미 코스케
- 케이스케: 스기타 토모카즈
- 린: 후쿠야마 쥰
- 모토미: 이치죠 카즈야
- 시키: 미도리카와 히카루
- 알비토르: 오카노 코스케
- 키리오: 코니시 카즈유키
- 군지: 타니야마 키쇼
- 나노: 야마자키 타쿠미

### 주제가
오프닝 테마
〈ROSE HIP-BULLET〉
작사: 타니야마 키쇼 / 작곡·편곡:이이즈카 마사아키 / 노래:GRANRODEO
엔딩 테마 (매회 노래가 다르다.)
| 화수   | 제목                   | 작사                                      | 작곡                                      | 편곡                                      | 노래                                      |
| ------ | ---------------------- | ----------------------------------------- | ----------------------------------------- | ----------------------------------------- | ----------------------------------------- |
| 제1화  | no moral               | 코다마 사오리                             | 와타나베 미키                             | 이소에 토시미치                           | 이토 카나코                               |
| 제2화  | bright lights          | 키무라 세이지（hurdy gurdy / Pale Green） | 키무라 세이지（hurdy gurdy / Pale Green） | 키무라 세이지（hurdy gurdy / Pale Green） | 키무라 세이지（hurdy gurdy / Pale Green） |
| 제3화  | Don't Stare Me         | Kenl                                      | 사카키바라 히데키                         | 사카키바라 히데키                         | VERTUEUX                                  |
| 제4화  | 棘-toge-               | Sadie                                     | Sadie                                     | Sadie                                     | Sadie                                     |
| 제5화  | once more again        | 코다마 사오리                             | R・O・N                                   | R・O・N                                   | 미사토 아키(Lantis)                       |
| 제6화  | Requiem Blue           | 와타나베 카즈히로                         | 사카키바라 히데키                         | 사카키바라 히데키                         | CurriculuMachine                          |
| 제7화  | crossing fate          | R・O・N                                   | R・O・N                                   | R・O・N                                   | OLDCODEX                                  |
| 제8화  | 優しさに守られて       | 코다마 사오리                             | 야마모토 유스케                           | 오노 히로아키                             | 키타 슈헤이                               |
| 제9화  | Honed Moon〜咎レタ月〜 | 코바타 이쿠코                             | 이소에 토시미치                           | 이소에 토시미치                           | 이토 카나코                               |
| 제10화 | Don't look away        | 사카키바라 히데키                         | 사카키바라 히데키                         | CurriculuMachine                          | CurriculuMachine                          |
| 제11화 | STILL anime Ver.       | 와타나베 카즈히로                         | 이소에 토시미치                           | 이소에 토시미치                           | 이토 카나코                               |
| 제12화 | GRIND"style GR"        | 와타나베 카즈히로                         | 신보 노타로                               | 이이즈카 마사아키                         | GRANRODEO                                 |

### 서브타이틀
| 화수   | 부제(원제)     | 부제(풀이)           | 각본              | 그림 콘티         | 연출                          | 작화 감독 |
| ------ | -------------- | -------------------- | ----------------- | ----------------- | ----------------------------- | --- |
| 제1화  | 虚夢/LOST      | 허황된 꿈/LOST       | 타카하시 나츠코   | 콘노 나오유키     | 치바 다이스케                 | 야나세 유지 이시가미 코미                                                                                     |
| 제2화  | 死街/tosima    | 죽음의 거리/tosima   | 타카하시 나츠코   | 콘노 나오유키     | 치바 다이스케                 | 사카마키 사다히코 쿠사카 타케시                                                                               |
| 제3화  | 狂争/igra      | 투쟁/igra            | 와타나베 다이스케 | 오오하나 이노리   | 하야시 히로시                 | 코바야시 토시미츠                                                                                             |
| 제4화  | 休刑/ease      | 휴형/ease            | 스가와라 유키에   | 사노 타카시       | 사노 타카시                   | 타카하시 아츠코 소부 유코                                                                                     |
| 제5화  | 決蔑/crack     | 결멸/crack           | 우라조노 메구미   | 나카자와 유이치   | 요시다 토오루                 | 나카자와 유이치                                                                                               |
| 제6화  | 怨鎖/desire    | 원망의 쇄사슬/desire | 와타나베 다이스케 | 오오하나 이노리   | 와타다 신야                   | 타카노리 요코 야나기세 타케유키 시미즈 카츠히로                                                               |
| 제7화  | 因念/sever     | 인념/sever           | 타카하시 나츠코   | 마츠이 히로유키   | 나카무라 치카요               | 코바야시 토시미츠                                                                                             |
| 제8화  | 酷白/rein      | 혹백/rein            | 스가하라 유키에   | 카게야마 시게노리 | 키타가와 마사히토             | 타케우치 유카리 아베 치하키                                                                                   |
| 제9화  | 薬束/bond      | 약속/bond            | 우라조노 메구미   | 콘노 나오유키     | 토노카츠 히데키 하야시 히로시 | 미즈카미 론도 코바야시 토시미츠 나카야마 하츠에                                                               |
| 제10화 | 結脈/il re     | 결맥/il re           | 타카하시 나츠코   | 나카자와 유이치   | 요시다 토오루                 | 나카자와 유이치                                                                                               |
| 제11화 | 増悪/convict   | 증악/convict         | 타카하시 나츠코   | 이나가키 타카유키 | 마치타니 슌스케               | 나카야마 유미 카즈타케 아키라 未由羽万里 가와구치 센리 松本希羅里 타카하시 쿄코 카네다 유스케 시마다 히데아키 |
| 제12화 | 同至/beginning | 동지/beginning       | 타카하시 나츠코   | 콘노 나오유키     | 콘노 나오유키                 | 콘노 나오유키                                                                                                 |

각 화의 서브타이틀은 공식 사이트 및 방영시 차회예고에 밝혀졌지만, 본편 방송중에 서브타이틀의 아이캐치는 삽입되어 있지 않다.

### 방송국
| 방송지역   | 방송국               | 방송기간                           | 방송시간                     | 비고                               |
| ---------- | -------------------- | ---------------------------------- | ---------------------------- | ---------------------------------- |
| 긴키광역권 | 마이니치 방송（MBS） | 2010년 10월 7일 - 2010년 12월 23일 | 목요일 25시 25분 - 25시55분  | 제작 방송국                        |
| 관동광역권 | TBS 테레비（TBS）    | 2010년 10월 8일 - 2010년 12월 24일 | 금요일 25시 55분 - 26시 25분 | 자막 방송                          |
| 주쿄광역권 | 주부닛폰 방송（CBC） | 2010년 10월 13일 - 2011년 1월 5일  | 목요일 26시 00분 - 26시 30분 |                                    |
| 일본 전역  | 니코니코 채널        | 2010년 10월 -                      | 매주 금요일 15시 갱신        | 인터넷 방송 최신화 1주일 무료 방송 |
| 일본 전역  | 반다이 채널          | 2010년 10월 -                      | 매주 금요일 15시 갱신        | 인터넷 방송 최신화 1주일 무료 방송 |
| 일본 전역  | ShowTime             | 2010년 10월 -                      | 매주 금요일 15시 갱신        | 인터넷 방송 최신화 1주일 무료 방송 |
| 일본 전역  | AT-X                 | 2010년 12월 10일-                  | 금요일 9시 30분 - 10시 00분  | CS방송 재방송 있음                 |

MBS의 목요일 심야 작품 중에서 AT-X에 방송되는 것은 본작이 처음이다.

### DVD
| 권수            | 발매일               | 수록내용    | 규격품 번호               |
| --------------- | -------------------- | ----------- | ------------------------- |
| 토가이누의 피 1 | 2011년 3월 23일 예정 | 제1화~제2화 | ANZB-9801/2（초회한정판） |
| 토가이누의 피 1 | 2011년 3월 23일 예정 | 제1화~제2화 | ANSB-9801（통상판）       |

### 관련CD
| 발매일           | 타이틀                                                 | 규격품 번호          | 비고       |
| ---------------- | ------------------------------------------------------ | -------------------- | ---------- |
| 2010년 12월 8일  | 토가이누의 피 드라마CD TV 애니메이션 想増/Gossip       | LASA-5067            | 드라마 CD  |
| 2010년 12월 22일 | 토가이누의 피 오리지널 사운드 트랙 Vol.1 Light My Fire | LASA-5073            | 사운드트랙 |
| 2011년1월 12일   | 토가이누의 피 오리지널 사운드 트랙 Vol.2               | LASA-9017〜LASA-9018 | 사운드트랙 |

## 관련 상품
게임이 호평을 받아 공식적으로 여러 가지 관련 상품이 제작되었다. 그 내용은 식료품(솔리드)에서 코스프레 의상에까지 다방면에 걸쳐 양이 방대하기 때문에, 이곳에서는 책, CD 등으로 한정하고 소개 한다. 또한, 2차 창작물인 앤솔로지 코믹은 포함하지 않는다.

### CD
- INSIDE (토가이누의 피 오리지널 사운드트랙)

- 2005년 3월 25일에 발매한 사운드 트랙. 게임에 사용된 총 24곡을 수록

- 토가이누의 피 Image drama CD

門原緑의 각본에 의한 드라마CD。vol.1은 시키, vol.2은 케이스케 중심 이야기이다.
- vol.1 2005년 7월 29일 발매
- vol.2 2005년 8월 26일 발매

- 토가이누의 피 ANOTHER STORY ~RIN

2005년 12월 29일에 발매한 外原洋子의 각본에 의한 드라마 CD. 이야기는 린을 중심으로 한 번외편. 최초 버전에 클리어 카드가 포함됨.
- 토가이누의 피 버라이어티 보이스 CD

2007여름 코믹 키랄셋에 동봉되었던 것을 나중에 일반 판매. 소비자판 캐스트에 의한 보이스 CD.

### 서적
- 토가이누의 피 (소설)

2006년 2월 7일 초판 발행.
伊久美和葉에 의한 소설작품. 표지는 타타나 카나, 삽화는 카즈키 토모마야가 담당. 본편 종료후의 주요 인물들을 쓴 단편집이다.
- 토가이누의 피 외전(소설)

2006년 8월 24일 발행. 코미케 70기업 판매
시나리오 작가 淵井鏑自身에 의한 외전작. 예약 특전이나 Cool-B, 오피셜 웍스 등에 게재된 단편을 모은 것. 드라마 CD 시키편의 복선도 게재되어 있다.
- 토가이누의 피 (만화)

2006년 1월부터 comic B's-LOG에 연재된 차야마치 스구로의 코믹컬라이즈 작품. 출판은 엔터 브레인.
국내에는 현대지능개발사에서 6권까지 출판.
- 1권 2006년 11월 1일 초판발행 ISBN 978-89-6002-526-4
- 2권 2007년 3월 31일 초판발행 ISBN 978-89-6002-559-2
- 3권 2007년 8월 13일 초판발행 ISBN 978-89-6002-755-8
- 4권 2007년 12월 27일 초판발행 ISBN 978-89-6002-767-1
- 5권 2008년 6월 30일 초판발행 ISBN 978-89-270-0191-1
- 6권 2008년 6월 30일 초판발행 ISBN 978-89-270-0192-8
- 7권 2009년 8월 1일 초판발행
- 8권 2010년 6월 11일 초판발행

- 토가이누의 피 (만화)

2008년 7월 22일 초판발행
작화는 야마모토 카나. 출판은 아스키 미디어 웍스.
- 토가이누의 피 True Blood(만화)

2009년 10월 1일 초판발행
작화는 모리타 유즈카. 출판은 카도카와 쇼텐
- Nitro+CHiRAL Official Works ~토가이누의 피~（설정집）

2005년 8월 12일 발행. 출판은 비주얼웍스
- 토가이누의 피 공식 비주얼 팬북 (설정집)

2006년 3월 29일 발매. 코믹마켓 68기업 물품 판매

### 카드 게임
Lycée
실버 브리츠의 트레이딩 카드 게임. 수록 익스팬션은, Nitoroplus1.0등.